# Muzejska ulica, Ljubljana
Muzejska ulica je ena izmed ulic v Ljubljani.

## Zgodovina
Leta 1941 je nova ulica dobila ime Muzejska ulica po tamkajšnji palači Rudolfinumu, v kateri se nahajata Narodni in Prirodoslovni muzej Slovenije.
Leta 1952 so ulico preimenovali v Valvasorjevo ulico; to ime se je obdržalo do osamosvojitve Slovenije, ko je bilo preimenovano v prvotno in trenutno ime.

## Urbanizem
Ulica poteka v približni smeri sever-jug in povezuje Tomšičevo (sever) s Šubičevo ulico (jug). 
Na zahodni strani stoji Rudolfinum, na vzhodni pa se odpira Trg narodnih herojev.